# Augustaion

L'Augustaion et le Grand Palais de Constantinople.

L’Augustaion (en grec : Αὐγουσταῖον et en latin : Augustaeum) était une place de Constantinople, située entre la cathédrale Hagia Sophia et le Grand Palais, servant à l’origine de marché public. Transformée au VIe siècle en un espace clos entouré de portiques et à accès restreint, elle devint un espace permettant l’accès à certains des édifices les plus importants de la capitale; s’y tenaient également des célébrations officielles. Bien qu’en ruines, la place survécut jusqu’à la dernière période de l’empire et des traces en étaient encore visibles au XVIe siècle.

## Emplacement
La place se trouve à Istanbul dans l’ancien district d’Eminönü, aujourd’hui partie du district de Fatih, dans le cœur du quartier historique de Constantinople. Elle correspond à ce qui est de nos jours l’Aya Sofya Meydani (litt : Place Hagia Sophia), entre Hagia Sophia et la Mosquée bleue. Elle était entourée au nord-est par la cathédrale Hagia Sophia, au nord-ouest par la citerne-basilique. En face se trouvait le Million et au sud les bains de Zeuxippos.

## Histoire

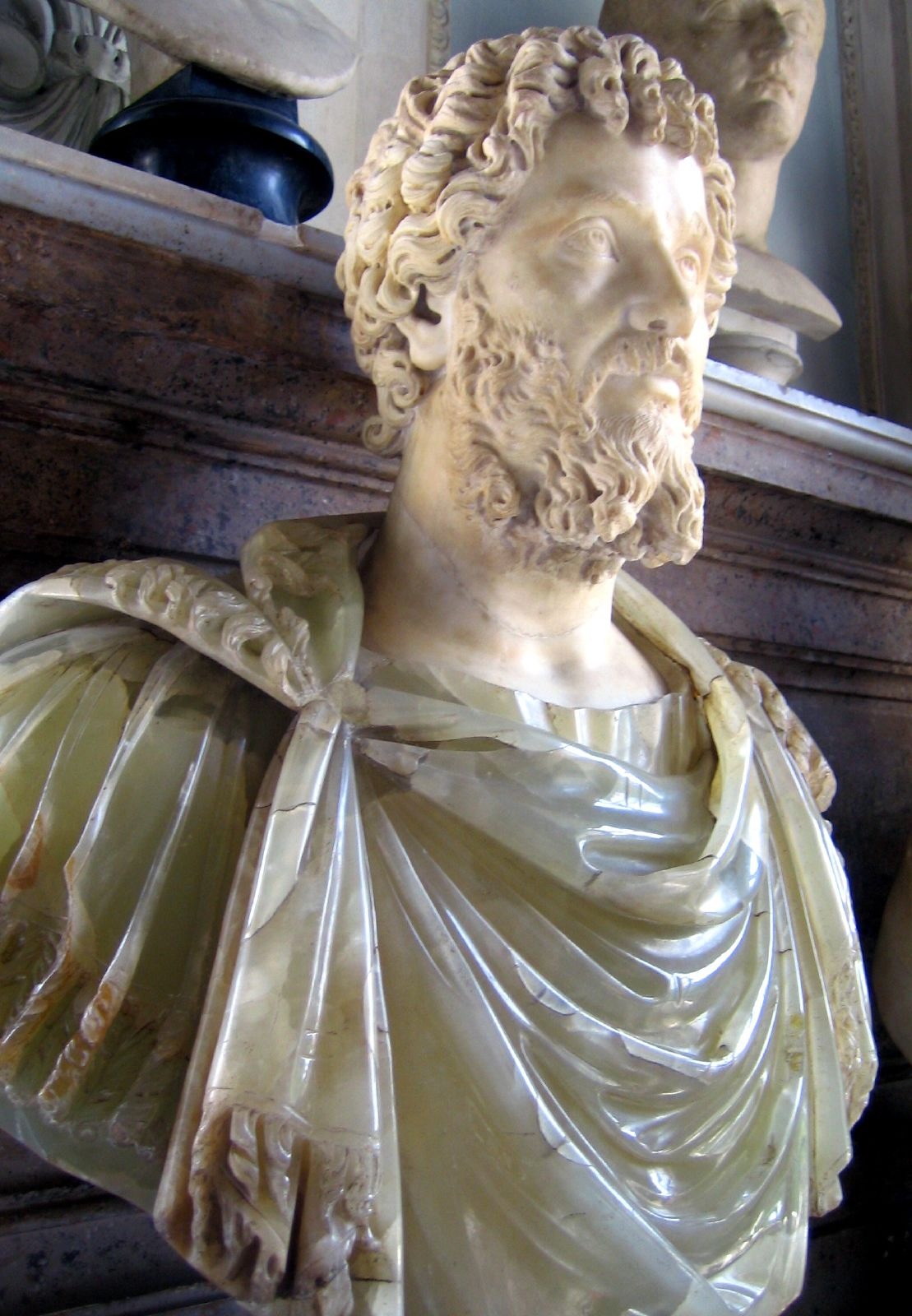
Buste de l’empereur Septime Sévère qui fut à l’origine de la place de l’Augustaion.

La place existait déjà à Byzance avant sa transformation en cité impériale sous Constantin Ier. L’empereur Septime Sévère (r. 193-211) avait fait reconstruire la ville et l’avait dotée d’une place publique carrée entourée de portiques d’où son nom de "tetrastoon" (quatre « stoas »). Au centre de la place était dressée une statue du dieu soleil Hélios .
Lorsqu’il entreprit de transformer la ville pour en faire sa nouvelle capitale, Constantin fit construire de nouveaux édifices publics autour de la place du Tetrastoon où il fit placer une statue de porphyre de sa mère, l’Augusta Hélèna qui donna ainsi son nom à la place ,. L’Augustaion devait être reconstruit en 459 sous l’empereur Léon Ier (r. 457-474) et à nouveau en 530 par l’empereur Justinien Ier (r. 527-565) après les destructions occasionnées par la révolte de Nika.
À l’origine, l’Augustaion était une place ouverte, fonctionnant comme marché public (agora). Après sa reconstruction sous Justinien, elle devint un espace clos à accès restreint. Les auteurs byzantins du VIIe siècle s’y réfèrent comme à un terrain ou à une entrée (αὐλή, αὐλαία, προαύλιον) donnant accès à Hagia Sophia ,.
L’Augustaion de Justinien survécut pratiquement sans modification au cours des siècles suivants. Au XIIIe siècle, après la reprise de Constantinople par les forces byzantines de Michel VIII (r. 1261-1282) la place et les édifices adjacents semblent avoir été la propriété de Hagia Sophia. Toutefois, au début du XVe siècle le voyageur italien Cristoforo Buondelmonti la mentionna dans ses rapports, ajoutant qu’elle était en ruines. Si bien que lors du séjour de Pierre Gilles à Constantinople en 1540 il ne survivait que quelques vestiges de diverses colonnes.

## Description

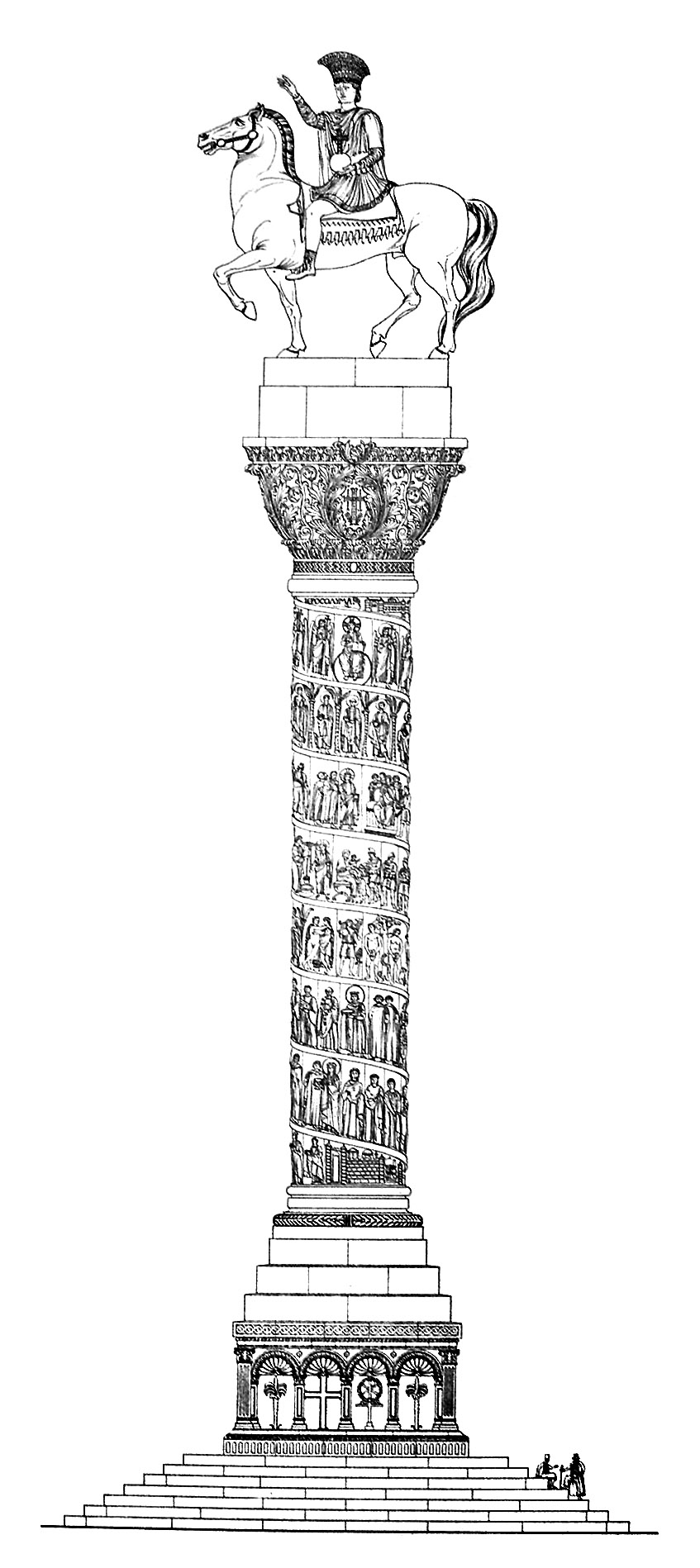
Reconstitution de la colonne de Justinien qui dominait la place au VI. La frise narrative qui entoure la colonne à la façon de la colonne Trajan est une erreur.

L’Augustaion était située dans la partie est de Constantinople, laquelle constituait jusqu’à la fin du moyen empire, le cœur administratif et religieux de la ville et où avaient lieu les cérémonies officielles. La place était rectangulaire, entourée de portiques à colonnades formant péristyle  ajoutés probablement lors de la reconstruction de 459 et restaurés sous Justinien. On ne peut qu’estimer sa superficie, mais selon Rodolphe Guilland le rectangle aurait mesuré 85 m de long sur 60 à 65 m de large.
L’espace étant ainsi clos sur ses quatre côtés, on pouvait y entrer par deux portes dites de Melete et de Pinsos accessibles à partir de la Mesē, la principale avenue de la ville. Directement hors de la place se trouvait le Milion, point à partir duquel était mesurées les distances des principales villes de l’empire. Au nord se trouvait la cathédrale Hagia Sophia et le palais du patriarche (Patriarcheion); à l’est l’une des deux maisons du Sénat de Constantinople, construit sous Constantin ou sous Julien (r. 360-353) et reconstruit par Justinien avec un porche à six colonnes qui en ornait la façade,,. Jouxtant le Sénat, dans le coin sud-est se trouvait la Chalke, porte monumentale donnant accès au complexe du Grand Palais de Constantinople, alors qu’au sud-ouest se trouvaient les bains de Zeuxippos et l’extrémité nord de l’Hippodrome. Au VIIe siècle, probablement sous le patriarche Thomas Ier (607-610), un édifice appelé Thōmaitēs (Θωμαΐτης) fut érigé dans l’angle sud-est de la place. Il servait de salle de réception jouxtant le palais du patriarche dont il contenait également la bibliothèque; l’édifice survécut jusqu’au XVIe siècle,.
Les travaux d’excavation permettent d’affirmer que la place était dallée de marbre et ornée de nombreuses statues, dont celle déjà mentionnée de l’Augusta Hélène. Selon la Parastaseis syntomoi chronikai on y trouvait la colonne de Constantin surmontée de la statue le représentant en dieu Hélios et flanquée des statues de ses trois fils, Constantin II (r. 337-340), Constant (r. 337-350) et Constance II (r. 337-361), auxquelles furent ajoutées par la suite les statues de Licinius (r. 308-324) et de Julien . Au cours du règne de Théodose le grand (r. 379-395) l’ensemble fut remplacé par une statue équestre du nouvel empereur à nouveau flanquée, au niveau du sol, par ses fils, Arcadius (r. 395-408) et Honorius (r. 395-423) .
On trouvait également sur la place une statue d’argent d’Aelia Eudoxia, femme de l’empereur Arcadius, placée sur une colonne. L’Augusta eut maille à partir avec le patriarche Jean Chrysostome qui considérait l’accouchement d’enfants mort-nés par l’impératrice comme un châtiment divin et dénonça entre autres le caractère païen des cérémonies d’inauguration de la statue : « Hérodias fait à nouveau des ravages; à nouveau elle jette le trouble; à nouveau elle se livre à la dance; et à nouveau elle désire recevoir la tête de Jean Baptiste sur un plateau . Ses invectives valurent au patriarche d’être déposé et exilé peu après. La base de la colonne fut découverte en 1848 et se trouve maintenant dans les jardins de la cathédrale Hagia Sophia,.
Après la restauration sous Justinien, l’attraction principale de la place était une colonne dite de Justinien, érigée en 543 dans la partie ouest pour célébrer ses victoires. À son sommet se trouvait une statue équestre de l’empereur faite à partir de l’ancienne statue de Théodose remodelée. L’empereur portait une toupha, avait le bras droit levé et tenait un globe dans la main gauche. Devant la colonne, mais faisant probablement partie du même ensemble, on pouvait voir un groupe de trois rois barbares agenouillés devant l’empereur et lui offrant tribut. La colonne survécut jusqu’au XVIe siècle, mais fut détruite par les Ottomans,.

### Sources primaires
- Procopius, De Aedificiis. de Aedificiis, Book I.
- Socrates Sophisticus, (dans) Schaff, Philip; Wace, Henry (eds.). Nicene and Post-Nicene Fathers, Volume II: Socrates and Sozomenus Ecclesiastical Histories. Peabody, Hendrickson Publishers, 1995 [1890].  (ISBN 1-56563-118-8).

### Sources secondaires
- (de) Bauer, Franz Alto. Stadt, Platz und Denkmal in der Spätantike. Untersuchungen zur Ausstattung des öffentlichen Raums in den spätantiken Städten Rom, Konstantinopel und Ephesos. Mainz 1996,  (ISBN 3-8053-1842-1).
- (de) Wolfgang Müller-Wiener, Bildlexikon zur Topographie Istanbuls : Byzantion, Konstantinupolis, Istanbul bis zum Beginn des 17. Jh., Tübingen, Wasmuth, 1977 (ISBN 978-3-8030-1022-3)
- Averil Cameron et Judith Herrin, Constantinople in the early eighth century : the Parastaseis syntomoi chronikai (introduction, translation, and commentary), Brill Archive, 1984, 291 p. (ISBN 978-90-04-07010-3, lire en ligne ).
- Olga Katsaveli, « Augustaion », Encyclopedia of the Hellenic World, Constantinople, 7 novembre 2007.
- Oxford Dictionary of Byzantium, Oxford University Press, 1991 (ISBN 978-0-19-504652-6).
- A. G. Paspates, The Great Palace of Constantinople, Kessinger Publishing, 2004 (1re éd. 1893), 392 p. (ISBN 0-7661-9617-8, lire en ligne).
- (de) Schreiner, Pewter. Konstantinopel. Geschichte und Archäologie (= C. H. Beck Wissen, Band 2364). C. H. Beck, München 2007,  (ISBN 978-3-406-50864-6).
- (en) Alexander van Millingen, Byzantine Constantinople: The Walls of the City and Adjoining Historical Sites, Londres, John * Murray, 1899, reproduit 2010, Cambridge, Cambridge University Press,  (ISBN 978-1108014564).